# Bangunkarya
Bangunkarya is een bestuurslaag in het regentschap Ciamis van de provincie West-Java, Indonesië. Bangunkarya telt 1996 inwoners (volkstelling 2010).